# Giovanni Francesco Anerio
Giovanni Francesco Anerio, född omkring 1567 och död 1620, var en italiensk kompositör, bror till Felice Anerio.

## Biografi
Anerio var kapellsångare under Palestrina, kapellmästare hos kung Sigismund av Polen, kapellmästare 1610 vid domkyrkan i Verona, 1611 åter i Rom. Anerio var en produktiv kompositör av mässor, motetter, madrigaler med mera, och äger stor betydelse för oratoriets tidigare historia som kompositör till Dialog-Lauder med ämnen som David och Goliat, Paulus' omvändelse och andra liknande.